# Engersgården
Engersgården (alternativt Ekmansgården eller Söderbergsgården, i Bebyggelseregistret Ekmansgården–Söderbergsgården) är en borgargård i kvarteret Flaggan vid Södra Ågatan 3 i Åmål. Byggnaden, som uppfördes år 1788, är byggnadsminne sedan den 17 april 1978.
Huset är med sin ansenliga storlek och symmetriska fasadlinjer samt sitt brutna, valmade tak ett mycket välbevarat exempel på en högreståndsbostad från 1700-talets senare del.

## Historia
Kvarteret Flaggan bestod under 1600–1700-talet av endast en tomt, då kyrkogårdsruinen och stadsstaketet hindrade en vidare utvidgning åt öster. En utvidgning skedde först på 1840-talet och kvarteret indelades i tre tomter. Under 1900-talet har dessa reducerats till två.
Ekmansgården uppfördes år 1788 av borgmästaren Anders Ekman sedan ett tidigare bostadshus från 1752 förstörts vid stadsbranden 1777. Den nuvarande byggnaden står på samma grund och från det äldre huset är även ett källarvalv bevarat.
Huset renoverades av nuvarande ägarens far 1947–1951, alla interiörer härstammar från denna tid. Källaren byggdes ut med bland annat tvättstuga och bastu.
Byggnaden kallades ursprungligen Ekmansgården efter borgnästaren Anders Ekman. År 1901 köpte fältläkaren Arthur Söderberg och hans hustru Anita gården, som då bytte namn till Söderbergsgården. Numera kallas den Engersgården efter nuvarande ägaren Per Enger och dennes far, disponenten Yngve Enger, som i slutet av 1940-talet renoverade gården.

## Beskrivning
Engersgården är ett långsträckt bostadshus i två och ett halvt plan av trä med sockel av putsad sten. Stommen utgörs  av liggtimmer klädd med ljust ockragul locklistpanel. Detaljer som fönster, knutlådor, takfotlister med mera är vitmålade. Entrén mot gården består av en betongtrappa och vita parspegeldörrar. Två par kopplade släta och vitmålade kolonner bär upp en balkong med träräcke av dels träspeglar och dels svarvade balustrar. Byggnaden har skiffertäckt mansardtak med valmade gavelspetsar, ovanför balkongen finns en "frontespis" (egentligen en bred takkupa med två fönster) med klassicerande gavelmotiv med pilastrar i hörnen. På vardera sidan sitter mindre takkupor, långsidan mot gatan har en i mitten placerad takkupa, sydvästra kortsidan har en sidoentré och en mindre balkong.

### Interiör
Bottenvåningen har två lägenheter, övervåningen likaså, och vinden är inredd till kontor. Interiörerna är från 1947–1951. En del byggnadsmaterial som revs vid renoveringen återanvändes; gamla bjälkar sågades till exempel upp till ett praktfullt salsgolv i övervåningens större lägenhet.
Källaren består dels av äldre källarvalv av tegel som härstammar från ett tidigare hus på platsen. Väggarna är täckta med hundratals namnteckningar från besökare genom åren (källarvalvet har använts som sällskapslokal). Resten av källaren utgörs av förrådsutrymmen, tvättstuga, bastu etcetera som tillkom vid renoveringen 1947–1951.